# Corbehem
Corbehem (flämisch: Corbeham) ist eine französische Gemeinde mit 2.268 Einwohnern (Stand: 1. Januar 2022) im Département Pas-de-Calais in der Region Hauts-de-France. Sie gehört zum Arrondissement Arras und zum Kanton Brebières.

## Geographie
Die Gemeinde Corbehem liegt an der kanalisierten Scarpe, am Südrand des Nordfranzösischen Kohlereviers und an der Grenze zum Département Nord, vier Kilometer südwestlich von Douai. Der Canal de la Sensée bildet die nordöstliche Gemeindegrenze. Umgeben wird Corbehem von den Nachbargemeinden Lambres-lez-Douai im Norden, Courchelettes im Nordosten und Osten, Férin im Südosten, Gouy-sous-Bellonne im Süden sowie Brebières im Westen. Der Bahnhof Corbehem liegt an der Bahnstrecke Paris–Lille.

## Bevölkerungsentwicklung
| Jahr                       | 1962 | 1968 | 1975 | 1982 | 1990 | 1999 | 2006 | 2015 | 2022 |
| Einwohner                  | 1870 | 2094 | 2611 | 2368 | 2346 | 2318 | 2224 | 2344 | 2268 |
| Quellen: Cassini und INSEE |      |      |      |      |      |      |      |      |      |

## Sehenswürdigkeiten
- Kirche Notre-Dame, nach 1918 wieder errichtet
- Wasserturm
- Schloss

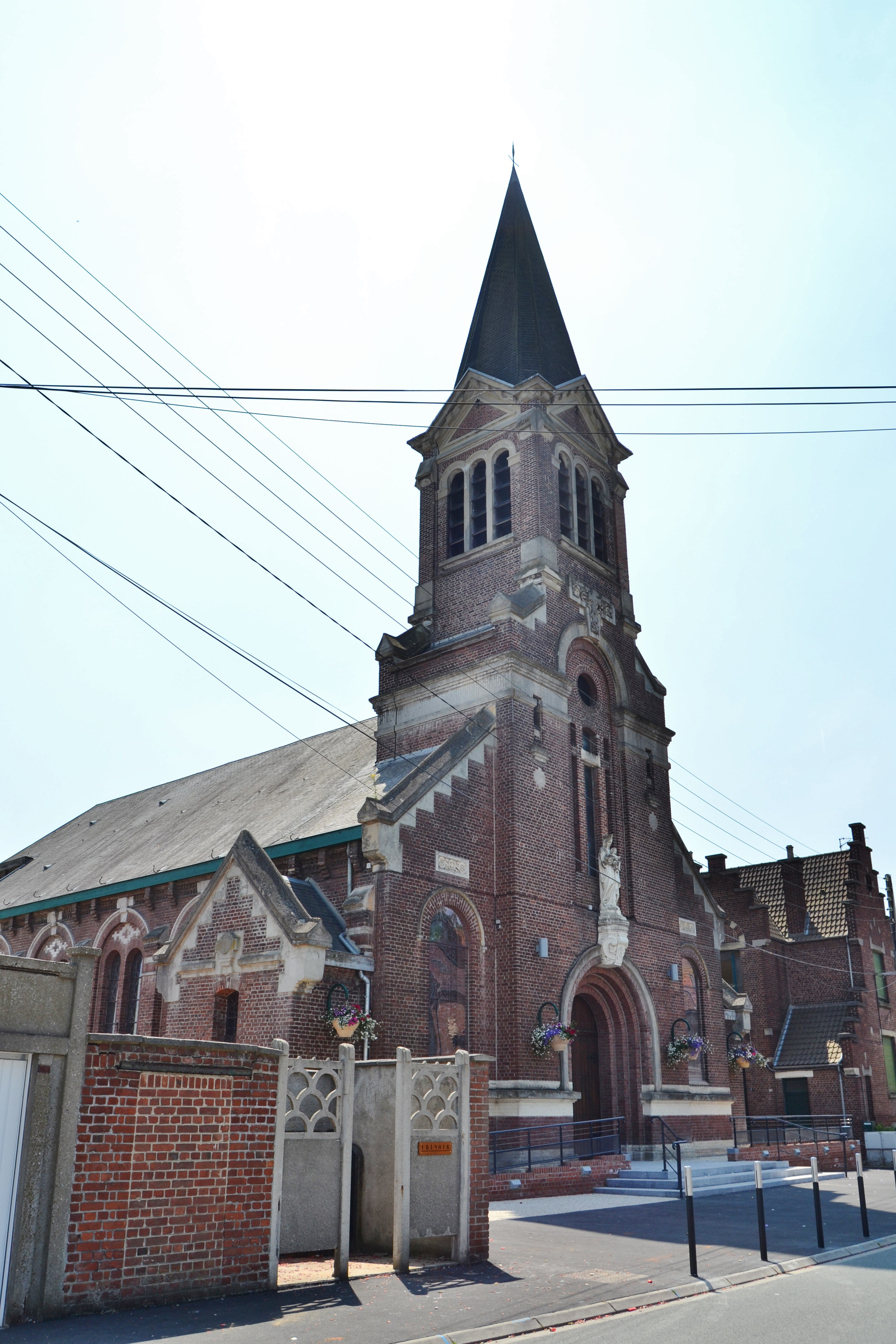
Kirche Notre-Dame
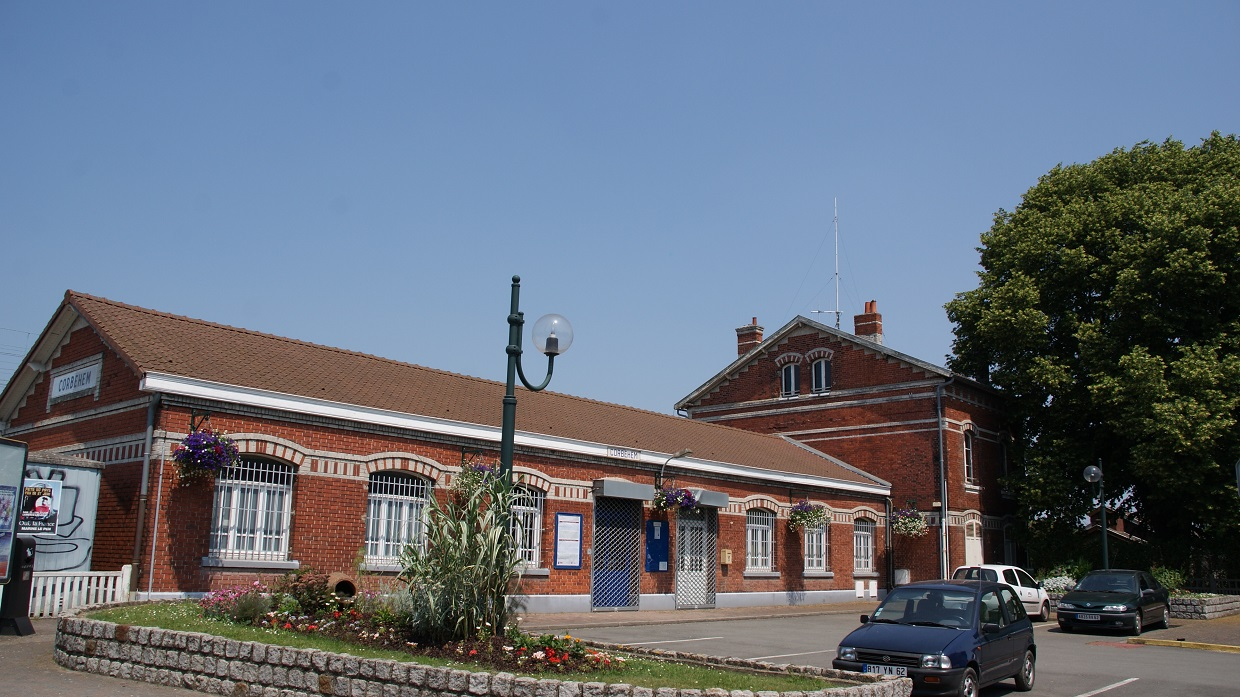
Bahnhof
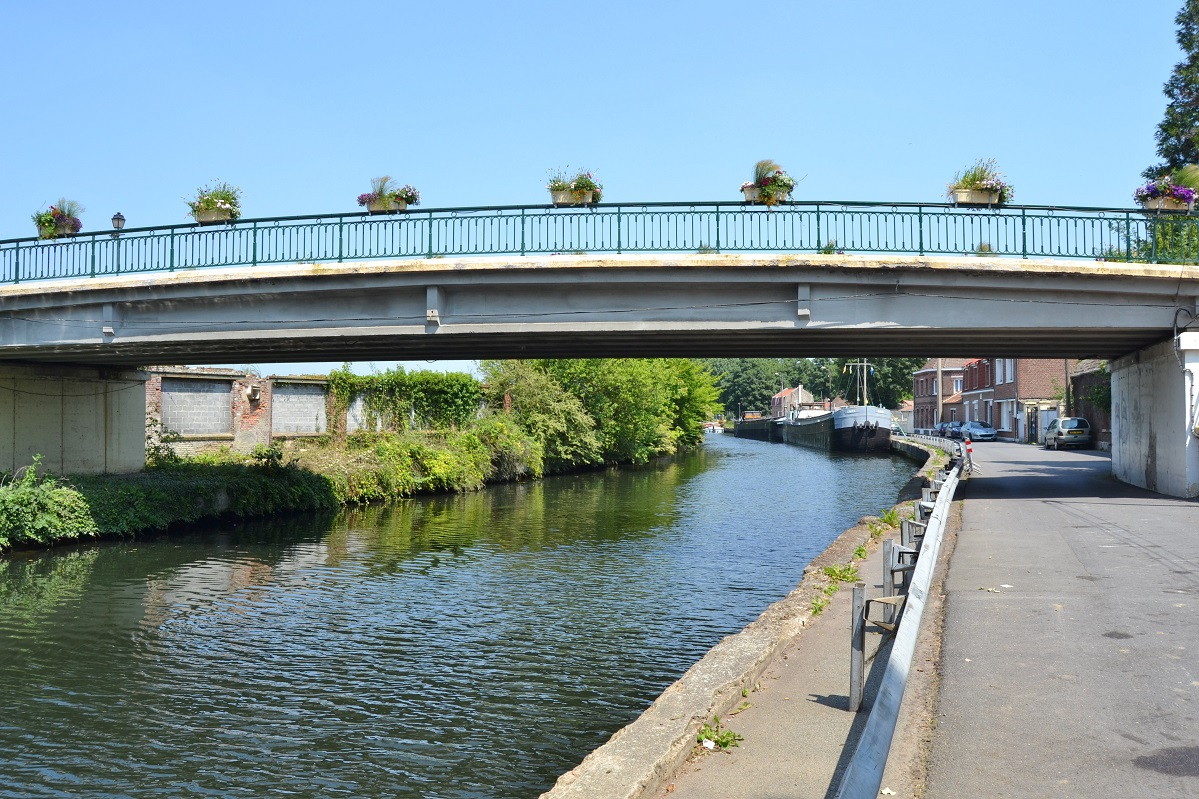
Brücke über die Scarpe
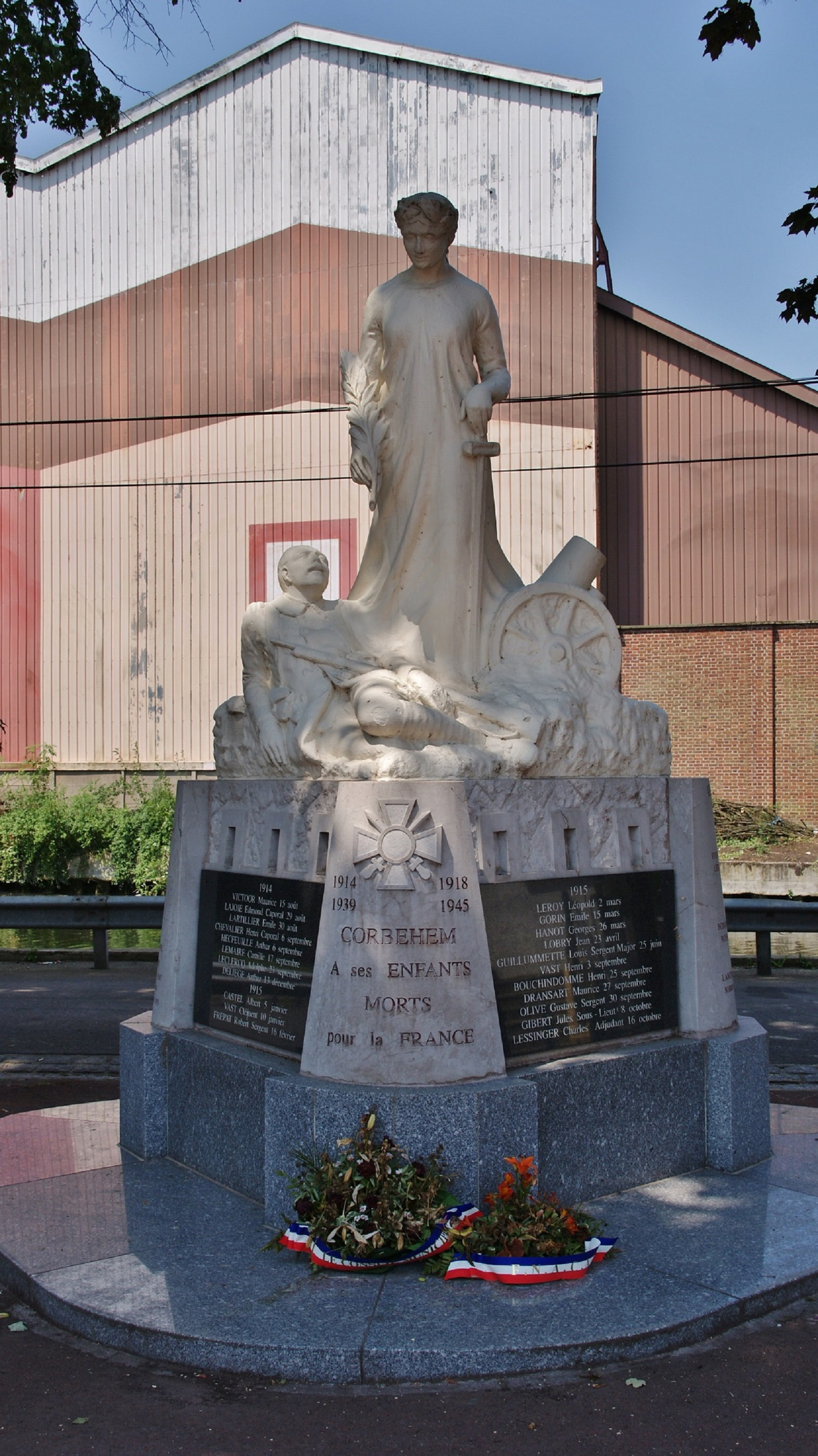
Gefallenendenkmal

## Folklore
Die Riesenfigur Jean de Corbehem, erkennbar als ein Ritter in Rüstung mit Schild, gehört zur lokalen Folklore.